# Sledgehammer Dub In The Streets Of Jamaica
Pour les articles homonymes, voir Jamaica.
Sledgehammer Dub In The Streets Of Jamaica  est un album de Niney The Observer sorti en 1976. Il contient des versions dub de chansons de Dennis Brown.
Neuf titres sont des versions de morceaux issus de l'album Deep Down. Seul Why Must I (transformé en Everyone's Dubbing) est sorti uniquement en single en 1975.
Le label Motion a réédité Sledgehammer Dub In The Streets Of Jamaica en 2002, avec quatre titres supplémentaires, qui sont des versions de morceaux sortis en single sortis en 1975, ou pour Tenement Yard (transformé en Tenement Yard Dub Plate), issu de la compilation Westbound Train (1978).

## Titres
Face A
1. Dub Long Rastafari (version de So Long Rastafari) - 3:20
2. Travelling Version (version de Travelling Man) - 3:42
3. You're No Dub Baby (version de You're No Good) - 2:45
4. Burning Dub (version de Voice Of My Father) - 3:33
5. Kingsgate Version (version de Open The Gate) - 2:19

Face B
1. Dub Now (version de Go Now) - 3:21
2. God Bless My Dub (version de God Bless Our Soul) - 3:30
3. Everyone's Dubbing (version de Why Must I) - 3:08
4. Rich And Poor Dub (version de If You're Right Help The Poor) - 2:59
5. Tribulation Version (version de Tribulation) - 3:06

### Réédition CD
1. Dub Long Rastafari (version de So Long Rastafari) - 3:20
2. Travelling Version (version de Travelling Man) - 3:42
3. You're No Dub Baby (version de You're No Good) - 2:45
4. Burning Dub (version de Voice Of My Father) - 3:33
5. Kingsgate Version (version de Open The Gate) - 2:19
6. Dub Now (version de Go Now) - 3:21
7. God Bless My Dub (version de God Bless Our Soul) - 3:30
8. Everyone's Dubbing (version de Why Must I) - 3:08
9. Rich And Poor Dub (version de If You're Right Help The Poor) - 2:59
10. Tribulation Version (version de Tribulation) - 3:06
11. Head Line (version de My Time) - 3:08
12. New Style (version de Give An Helping Hand) - 3:00
13. Dub 51 (version de Rock With Me Baby) - 2:45
14. Tenement Yard Dub Plate (version de Tenement Yard) - 4:40

## Musiciens
The Soul Syndicate :
- Batterie : Carlton "Santa" Davis
- Basse : George Fullwood
- Guitare : Earl "Chinna" Smith, Tony Valentine
- Clavier : Ossie Hibbert, Ansel Collins,  Bernard "Touter" Harvey

## Ingénieurs
- King Tubby
- Errol Thompson
- Philip Smart
- Syd Bucknor